# Andrzej Schinzel
Andrzej Bobola Maria Schinzel (sinh ngày 5 tháng 4 năm 1937) là một nhà toán học người Ba Lan. Ông chủ yếu nghiên cứu lý thuyết số.

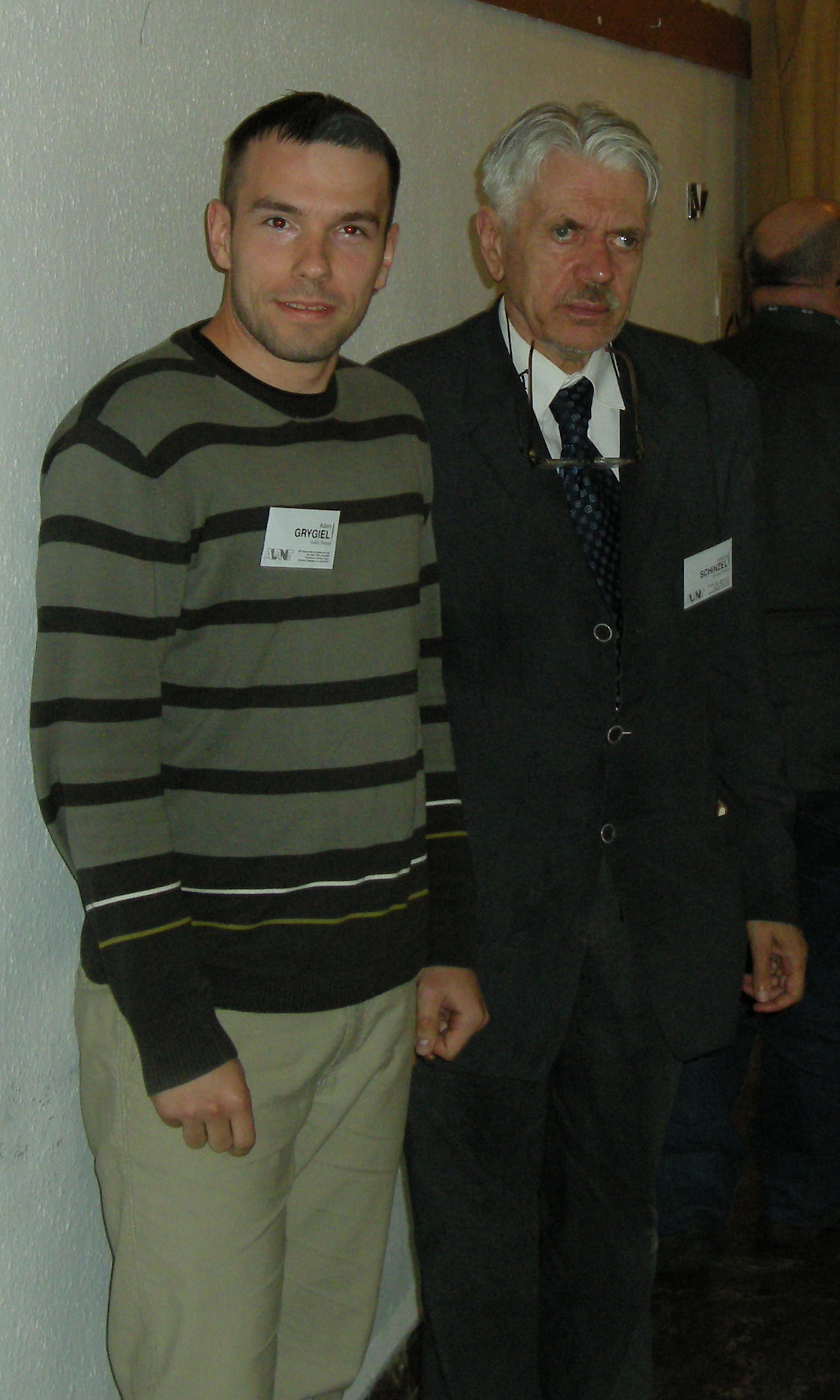
Andrzej Schinzel và Adam Grygiel (2010)

## Tiểu sử
Andrzej Schinzel nhận bằng Thạc sĩ Khoa học tại Đại học Warsaw vào năm 1958. Năm 1960, ông được ủy quyền giám sát nghiên cứutại Viện Toán học trực thuộc Viện Hàn lâm Khoa học Ba Lan dưới sự hướng dẫn của Wacław Sierpiński và nhận bằng Tiến sĩ tại đây. Andrzej Schinzel hiện là một thành viên của Viện Hàn lâm Khoa học Ba Lan.
Andrzej Schinzel đang làm giáo sư tại Viện Toán học trực thuộc Viện Hàn lâm Khoa học Ba Lan. Ông đặc biệt quan tâm nghiên cứu lý thuyết đa thức.  Giả thuyết H của Schinzel là một phỏng đoán ông đưa ra vào năm 1958 về các giá trị nguyên tố của đa thức. Giả thuyết này vừa mở rộng giả thuyết Bunyakovsky, vừa khái quát hóa phỏng đoán về cặp số nguyên tố sinh đôi.
Andrzej Schinzel là tác giả của hơn 200 bài báo nghiên cứu về các nhánh khác nhau của lý thuyết số, bao gồm lý thuyết số cơ bản, lý thuyết số giải tích và lý thuyết số đại số. Andrzej Schinzel đã và đang làm biên tập viên của tập san Acta Arithmetica trong hơn bốn thập niên qua.